# بروس الكسندر
بروس الكسندر (بالفرنسية: Bruce K. Alexander)‏ (و. 1939  م) هو عالم نفس، وأستاذ جامعي كندي.

## التعليم
تعلم في جامعة ويسكونسن-ماديسون، وتحصل منها على دكتوراة في الفلسفة (حتى 1966)، وجامعة ويسكونسن-ماديسون، وتحصل منها على ماجستير في العلوم (حتى 1963)، وجامعة ميامي، وتحصل منها على بكالوريوس في الفنون (حتى 1961).